# Antonina z Saksonii-Altenburga
Antionette Charlotte Marie Jospehine Karoline Frida (ur. 17 kwietnia 1838 w Bambergu, zm. 11 grudnia 1908 w Berchtesgaden) – księżniczka Saksonii-Altenburg, od śmierci teścia księcia Leopolda IV 22 maja 1871 księżna Anhaltu. Pochodziła z rodu Wettynów.
Urodziła się jako bratanica księcia Saksonii-Altenburg Józefa. Jej rodzicami byli młodszy brat monarchy książę Edward i jego żona księżna Amalia.
22 kwietnia 1854 w Altenburgu poślubiła przyszłego księcia Anhaltu Fryderyka I. Para miała sześcioro dzieci:
- księcia Leopolda (1855-1886)
- Fryderyka II (1856-1918), kolejnego księcia Anhaltu
- księżniczkę Elżbietę (1857-1933)
- Edwarda (1861-1918), również przyszłego księcia Anhaltu
- księcia Ariberta (1866-1933)
- księżniczkę Aleksandrę (1868-1958)